# وانگ یانگ
وانگ یانگ (چینی: 汪洋 ; متولد ۵ مارس ۱۹۵۵) سیاستمدار چینی است. او عضو کمیته دائمی پلیتبوروی حزب کمونیست چین و رئیس کمیته ملی کنفرانس مشورتی سیاسی خلق چین است. وانگ بین سال‌های ۲۰۱۳ تا ۲۰۱۸ یکی از چهار معاون نخست‌وزیر چین در کابینه نخست‌وزیر لی کچیانگ بود. تا دسامبر ۲۰۱۲، او به عنوان دبیر حزب کمونیست گوانگدونگ، بالاترین منصب سیاسی این استان، فعالیت کرد. او از سال ۲۰۰۵ تا ۲۰۰۷ به عنوان دبیر حزب کمونیست چونگ کینگ، از شهرداری‌های داخلی، فعالیت کرد. وانگ همچنین از سال ۲۰۰۷ در پلیتبوروی حزب کمونیست چین کرسی داشت.
وانگ به عنوان یکی از اصلاح‌طلبان پیشرو در رهبری عالی چین شناخته می‌شود و اغلب به عنوان پیشگام در مدل توسعه گوانگدونگ، که مشخصه آن تأکید بر شرکت خصوصی، رشد اقتصادی و نقش بیشتر جامعه مدنی است، شناخته می‌شود.

## زندگی شخصی
در سال ۲۰۱۹، توسط نیویورک تایمز گزارش شد که تنها فرزند وانگ، وانگ شیشا، در سال ۲۰۱۰ توسط دویچه بانک تا حدودی به دلیل ارتباطات پدرش استخدام شده‌است. مشخصاً، یکی از کارمندان بانک در طول فرایند درخواست او به این اشاره کرد که وانگ شیشا به یک خودروساز دولتی در گوانگژو، که وانگ یانگ در آن یک مقام ارشد دولتی بود، «دسترسی خواهد داشت».
در سال ۲۰۲۰، وانگ شیشا مجدداً توسط نیویورک تایمز ذکر شد، و گزارش شد او یک خانه ۲ میلیون دلاری در هنگ کنگ در سال ۲۰۱۰ خریداری کرد. او با نیکلاس ژانگ ازدواج کرده‌است.